# آپیوس کلاودیوس (کنسول ۴۹۵ قبل از میلاد)
آپیوس کلاودیوس سابینوس اینرگیلنسیس (به لاتین: Appius Claudius Sabinus Inregillensis) یک دولتمرد اهل جمهوری روم و بنیادگذار نیمه‌افسانه‌ای خاندان کلاودیان و همچنین کنسول سال ۴۹۵ ق.م. بود. 

## زندگی‌نامه

### مهاجرت به روم
او با نام آتیوس کلاوسوس در قلمرو سابینان و در مکانی موسوم‌به رگیلوم زاده شد.
در ۵۰۵ ق.م، رومیان در جنگی بر سابینان پیروز شدند و سال بعد سابینان به دو جناح تقسیم شدند که دسته‌ای موافق جنگِ دوباره و انتقام‌کشیدن بودند و دسته‌ی دیگر اعتقاد به صلح با رومیان داشتند؛ آتیوس کلاوسوس جزو دسته‌ی دوم بود و چون جناح جنگ‌طلب زورش می‌چربید، شهرش را ترک گفت و با خویشان و دوستان و حدود پنج‌هزار تن از هواخواهانش به روم درآمد. این مهاجرت سابینان را خوش نیامد و از آن‌سو رومیان بسیار مسرور بودند که گروهی از دشمنانشان در جرگه‌ی ایشان درآمده باشند. پس ایشان را به شهروندی پذیرفتند و به هر یک از ایشان دو یوگروم (حدوداً معادل نیم هکتار) و به آتیوس ۲۵ یوگروم زمین بخشیدند و ایشان را پیرامون رود آنیو اسکان دادند. بعداً، این گروه و گروه دیگری از سابینان که بعداً به ایشان اضافه شد به خاندان کهن کلاودیان موسوم شد و نام آتیوس کلاوسوس به آپیوس کلاودیوس تغییر یافت و او حتی در جرگه‌ی سناتورها نیز درآمد و دولتمرد بانفوذی شد.

### شورش بدهکاران (۴۹۵ تا ۴۹۳ ق.م.)

#### زمینه‌ی شورش
در نخستین سال‌های جمهوری تمام مناصب سیاسی در انحصار مهتران بود و توده‌ها را نماینده‌ای نبود و سنا صرفاً از منافع قدرتمندان محافظت می‌کرد. همچنین، قوانین موضوعه به طلب‌کاران اجازه می‌داد بدهکارانِ عاجز از پرداخت دیون را به بردگی بکشانند. افزون‌بر آن، روم درگیر تسلط‌بر ایتالیای مرکزی بود و بدین سبب کم‌وبیش درگیر جنگ‌های پیاپی با خلق‌های همسایه‌ای چون اکوئیان و ولسکیان و اتروسکان و هرنیکیان بود. برای همین، ارتش روم، عمدتاً متشکل‌از بَرزگران و افزارمندان، دائم در حالت بسیج عمومی به‌سر می‌برد و همین سبب می‌شد سربازان توده‌ای نتوانند به کار و بار و پیشه‌شان برسند. مجموع این عوامل باعث ایجاد وضعیتی تنش‌آلود میان بدهکارانِ برخاسته از توده‌ها و طلب‌کارانِ برخاسته از مهتران و سناتورها شده بود.

#### وقوع شورش
در ۴۹۵ ق.م. و در سال کنسولی آپیوس کلاودیوس و پوبلیوس سرویلیوس، شورشی روی داد که در آن جمعیتی انبوه از بدهکاران بر فروم رم یورش بردند و شکوه کردند که چرا وقتی از پرداخت دیون ناتوانند طلب‌کاران باید ایشان را به بردگی بکشانند؛ ایشان از سنا خواستند بدین مشکل رسیدگی کند. کنسول کلاودیوس به سنا پیشنهاد کرد که بدین اعتراضات توجهی نکند و با خشونت پاسخشان دهد، حال‌آنکه کنسول سرویلیوس مایل به راه‌حل‌های میانه و آشتی با توده‌ها بود.
در حالی‌که در سنا راجع‌به نحوهٔ برخورد با مطالبات بدهکاران بحث می‌کردند، به شهر خبر رسید که ولسکیان (همسایگان جنوبی) سپاهی راست داشته‌اند و به‌سوی روم در حرکتند. طبق معمول، سناتورها خواستند سپاهی فراهم کنند تا با دشمن رویارو شوند، و برای همین فرمان سربازگیری دادند. لیکن توده‌ها، در همبستگی با معترضان بدهکار، فرمان سنا را پاسخ ندادند و گفتند که خود مهتران و اغنیای شهر باید به جنگ بروند. پس سنا کنسول سرویلیوس را، که مردم‌دارتر بود، مأمور کرد با توده‌ها سخن بگوید و ایشان را بر سر عقل بیاورد. سرویلیوس به نشست توده‌ها درآمد و ایشان را چند وعده و وعید داد و، در پایان سخنرانی، یک دستور الزام‌آور به سود توده‌ها صادر کرد که برمبنای آن هیچ رومی نمی‌توانست یک شهروند را در بند و زنجیر یا در بازداشت نگاه دارد، و تا وقتی یک سرباز رومی در لشکرگاه یا جبههٔ جنگ است کسی حق ندارد اموالش را غصب نماید یا بفروشد یا فرزندان و نوادگان او را بازداشت کند. پس چون این دستور اعلام شد، توده‌ها به اقوال کنسول اعتماد کردند و فوراً شمار زیادی از بدهکاران پیش آمدند و سوگند نظامی یاد کردند و برای جنگ نام‌نویسی کردند. در جنگی که روی داد، ایشان ولسکیان را شکست دادند و شهر سوئسا پومتیا را گرفتند و سپس سابینان و آورونکیان را نیز مغلوب کردند.
در پایان این نبردها، توده‌ها منتظر وفای کنسول سرویلیوس و سنا به وعده‌هایشان شدند. لیکن کنسول کلاودیوس، هم براثر تکبر فطری‌اش و هم برای آنکه همکارش را بدنام سازد، فرامینی چنان به‌سود طلب‌کاران صادر کرد که بدهکاران تحویل طلب‌کاران سابقشان شدند و حتی برخی‌شان بازداشت شدند. بدهکارانی که بازداشت می‌شدند، دست به دامان کنسول سرویلیوس می‌شدند و او را قول و قرارهایش یاد می‌آوردند و از وی می‌خواستند که مشکلشان را در سنا مطرح کند و مانع اقدامات مستبدانه و خودسرانهٔ همکارش شود. سرویلیوس تحت‌تأثیر محنت توده‌ها واقع شد، لیکن از رویارویی با همکارش، که کل سناتورها و مهتران شهر جانبدارش بودند، ابا داشت و شروع به وسط‌بازی کرد. نتیجه این شد که توده‌ها او را دروغزن داشتند و با او قهر کردند. دشمنی آپیوس با همکارش به‌حدی بود که سنا را تحریک کرده بود که برای کنسول سرویلیوس جشن پیروزی راست ندارد.در این میان، بیم یک جنگ سابینی دیگر می‌رفت و باز سنا دستور به سربازگیری از میان توده‌ها داد اما کسی داوطلب اعزام نشد. کنسول کلاودیوس عوام‌گرایی همکارش را نکوهید و خود به‌تنهایی برای سربازگیری اقدام کرد و، در میان جمعیت معترضان، دستور داد یکی از رهبران شورشیان را دستگیر کنند؛ وقتی لیکتورها آن شورشی را کشان‌کشان می‌بردند، او از توده‌ها تظلم کرد، لیکن کلاودیوسِ ضدمردمی اجازهٔ تظلم نداد. در پایان، بی‌آنکه غائله‌ی بدهکاران خاتمه یافته باشد، دوران کنسولی او و سرویلیوس پایان یافت.

### مرگ آخرین پادشاه روم
در سال کنسولی آپیوس کلاودیوس و پوبلیوس سرویلیوس (۴۹۵ ق.م.)، لوکیوس تارکوئینیوس متکبر، آخرین پادشاه روم، در حالی‌که پناهنده‌ی دربار آریستودموس در کومای بود، درگذشت.

### پس از کنسولی
در ۴۸۶ ق.م، آپیوس کلاودیوس جزو سرسخت‌ترین مخالفان لایحه‌ی تقسیم اراضیِ پیشنهادیِ اسپوریوس کاسیوس بود.